# Kostniak kostninowy
Kostniak kostninowy, kostniak kostnawy (ang. osteoid osteoma) – niezłośliwy nowotwór kości, występujący najczęściej u osób młodych (5–40. rok życia), częściej u chłopców. 
Występuje najczęściej w trzonach kości długich i czaszki, spotykany w kościach miednicy, łopatki, ramion. Charakteryzuje się bólem nasilającym się po wysiłku fizycznym, oraz bólami nocnymi i porannymi. Dolegliwości bólowe ustępują po zażyciu leków z grupy NLPZ.
Na zdjęciu rentgenowskim możliwe widoczne pogrubienie warstwy korowej z osteolizą w środku. Z uwagi na młody wiek lepiej wykonywać wzmocnione MR zamiast CT, bo zmniejsza to ryzyko wystąpienia wtórnych powikłań. Pomocne w diagnozowaniu tego nowotworu jest badanie scyntygraficzne przy podaniu radioizotopu, który gromadzi się w miejscu występowania kostniaka. Miejsce to jest bardziej unaczynione, wykazuje zwiększone procesy metaboliczne.
Leczenie przede wszystkim chirurgiczne, przez resekcję guza lub jego termoablację.